# Liste der ehemaligen Dekanate der Diözese Graz-Seckau
Die Diözese Graz-Seckau war bis 2018 in folgende 25 Dekanate und 388 Pfarren unterteilt. Seit damals sind die Pfarren der Diözese in acht Regionen und (ab 2020) in 50 Seelsorgeräumen organisiert.
- Dekanat Admont
  - Admont, Altenmarkt an der Enns, Frauenberg an der Enns, Gaishorn, Gams bei Hieflau, Hall, Hohentauern, Johnsbach, Landl, Lassing, Liezen, Oppenberg, Palfau, Rottenmann, Selzthal, St. Gallen, St. Lorenzen im Paltentale, Trieben, Unterlaussa, Weng, Wildalpen
- Dekanat Birkfeld
  - Birkfeld, Fischbach, Gasen, Haustein, Koglhof, Miesenbach, Ratten, Rettenegg, Strallegg
- Dekanat Bruck an der Mur
  - Aflenz, Breitenau, Bruck an der Mur, Frauenberg-Rehkogel, Gußwerk, Kapfenberg-Hl. Familie, Kapfenberg-Schirmitzbühel, Kapfenberg-St. Oswald, Mariazell, Oberaich, Pernegg, Röthelstein, St. Dionysen, St. Katharein an der Laming, St. Lorenzen im Mürztal, St. Marein im Mürztal, Thörl, Tragöß, Turnau
- Dekanat Deutschlandsberg
  - Bad Gams, Deutschlandsberg, Eibiswald, Frauental, Glashütten, Gleinstätten, Groß St. Florian, Hollenegg, Maria Osterwitz, Pölfing-Brunn, Preding, Schwanberg, Soboth, St. Andrä im Sausal, Stainz, St. Anna ob Schwanberg, St. Jakob in Freiland, St. Josef in der Weststeiermark, St. Lorenzen ob Eibiswald, St. Martin im Sulmtal, St. Oswald in Freiland, St. Oswald ob Eibiswald, St. Peter im Sulmtal, St. Stefan ob Stainz, St. Ulrich in Greith, Trahütten, Wettmannstätten, Wiel, Wies
- Dekanat Feldbach
  - Bad Gleichenberg, Breitenfeld, Edelsbach, Eichkögl, Fehring, Feldbach, Gnas, Hatzendorf, Kapfenstein, Kirchberg an der Raab, Paldau, Riegersburg, St. Anna am Aigen, Trautmannsdorf, Unterlamm
- Dekanat Gleisdorf
  - Eggersdorf, Gleisdorf, Großsteinbach, Hartmannsdorf, Ottendorf, Pischelsdorf, Sinabelkirchen, St. Johann bei Herberstein, St. Margarethen an der Raab, St. Ruprecht an der Raab, Stubenberg
- Dekanat Graz-Land
  - Allerheiligen bei Wildon, Dobl, Fernitz, Hausmannstätten, Heiligenkreuz am Waasen, Hitzendorf, Kalsdorf, Kirchbach, Lannach, Laßnitzhöhe, Lieboch, Nestelbach bei Graz, Premstätten, St. Marein am Pickelbach, St. Stefan im Rosental, Tobelbad, Wundschuh
- Dekanat Graz-Mitte
  - Graz-Dom, Graz-Hl. Blut, Graz-Herz-Jesu, Graz-Karlau, Graz-Maria Himmelfahrt, Graz-Mariahilf, Graz-St. Andrä, Zur Unbefleckten Empfängnis
- Dekanat Graz-Nord (wurde am 30. August 2012 aufgelöst[2].)
- Dekanat Graz-Ost
  - Graz-Andritz, Graz-Christus/Salvator, Graz-Graben, Graz-Heiligster Erlöser im Landeskrankenhaus, Graz-Kroisbach, Graz-Mariatrost, Graz-Ragnitz, Graz-St. Leonhard, Graz-St. Veit, Kumberg, St. Radegund
- Dekanat Graz-Süd
  - Graz-Liebenau, Graz-Münzgraben, Graz-St. Christoph/Thondorf, Graz-St. Josef, Graz-St. Peter, Graz-Messendorf, Graz-Autal, Graz-Süd, Graz-Waltendorf, Graz-Hohenrain
- Dekanat Graz-West
  - Feldkirchen, Graz-Christkönig, Graz-Gösting, Graz-Hl. Johannes Bosco, Graz-Hl. Schutzengel, Graz-Kalvarienberg, Graz-Puntigam, Graz-St. Elisabeth, Graz-St. Johannes, Graz-St. Vinzenz, Graz-Schmerzhafte Mutter, Graz-Straßgang, Thal
- Dekanat Hartberg
  - Ebersdorf, Grafendorf, Hartberg, Kaindorf, Neudau, Pöllau bei Hartberg, Pöllauberg, St. Johann in der Haide, St. Magdalena bei Hartberg, Unterrohr, Wörth an der Lafnitz
- Dekanat Judenburg
  - Allerheiligen bei Pöls, Bretstein, Fohnsdorf, Frauenburg, Judenburg-St. Magdalena, Judenburg-St. Nikolaus Kleinfeistritz, Obdach, Oberzeiring, Pöls, Pusterwald, Scheiben, St. Anna am Lavantegg, St. Georgen bei Obdach, St. Georgen ob Judenburg, St. Johann am Tauern, St. Oswald-Möderbrugg, St. Peter ob Judenburg, St. Wolfgang, Unzmarkt, Weißkirchen, Zeltweg
- Dekanat Knittelfeld
  - Gaal, Großlobming, Kleinlobming, Knittelfeld, Kobenz, Lind-Maßweg, Rachau, Schönberg ob Knittelfeld, Seckau, St. Lorenzen bei Knittelfeld, St. Marein bei Knittelfeld, St. Margarethen bei Knittelfeld
- Dekanat Leibnitz
  - Arnfels, Ehrenhausen, Gabersdorf, Gamlitz, Heimschuh, Hengsberg, Jagerberg, Kitzeck, Klein, Lang, Leibnitz, Leutschach, Mettersdorf am Saßbach, Oberhaag, Spielfeld, St. Georgen an der Stiefing, St. Johann im Saggautal, St. Margarethen bei Lebring, St. Nikolai im Sausal, St. Nikolai ob Draßling, Straß, St. Veit am Vogau, Wagna, Wildon, Wolfsberg im Schwarzautal
- Dekanat Leoben
  - Eisenerz, Kalwang, Kammern, Krabauth, Leoben-Donawitz, Leoben-Göß, Leoben-Hinterberg, Leoben-Lerchenfeld, Leoben-St. Xaver, Leoben-Waasen, Mautern, Proleb, Radmer, Niklasdorf, St. Michael in der Obersteiermark, St. Peter-Freienstein, St. Stefan ob Leoben, Traboch, Trofaiach, Vordernberg, Wald
- Dekanat Murau
  - Frojach, Greith bei Neumarkt, Krakaudorf, Krakauebene, Mariahof, Murau, Neumarkt, Niederwölz, Noreia, Oberwölz, Perchau, Pöllau, Predlitz, Ranten, Scheifling, Schöder, Schönberg bei Lachtal, Stadl, Steirisch-Laßnitz, St. Georgen ob Murau, St. Lambrecht, St. Lorenzen ob Scheifling, St. Peter am Kammersberg, St. Ruprecht ob Murau, St. Veit in der Gegend, Teufenbach, Turrach, Zeutschach
- Dekanat Mürztal
  - Allerheiligen im Mürztale, Hönigsberg, Kapellen an der Mürz, Kindberg, Krieglach, Langenwang, Mürzsteg, Mürzzuschlag, Neuberg an der Mürz, Spital am Semmering, Stanz im Mürztale, Veitsch, Wartberg im Mürztale
- Dekanat Oberes Ennstal – Steirisches Salzkammergut
  - Altaussee, Assach, Bad Aussee, Bad Mitterndorf, Donnersbach, Donnersbachwald, Gröbming, Großsölk, Grundlsee, Haus, Irdning, Kleinsölk, Kulm in der Ramsau, Kumitz, Öblarn, Pichl, Pürgg, Schladming, Stainach, St. Martin am Grimming, St. Nikolai in der Sölk, Tauplitz, Wörschach
- Dekanat Radkersburg
  - Bad Radkersburg, Bierbaum, Deutsch-Goritz, Halbenrain, Klöch, Mureck, St. Peter am Ottersbach, Straden, Tieschen
- Dekanat Rein
  - Deutschfeistritz, Frohnleiten, Gratkorn, Gratwein, Rein, Semriach, St. Bartholomä an der Lieboch, St. Oswald bei Plankenwarth, St. Pankrazen, Stiwoll, Stübing, Übelbach
- Dekanat Voitsberg
  - Bärnbach, Edelschrott, Geisttal, Graden, Hirschegg, Kainach, Köflach, Ligist, Maria Lankowitz, Modriach, Mooskirchen, Pack, Piber, Salla, Stallhofen, St. Johann ob Hohenburg, St. Martin am Wöllmißberg, Voitsberg
- Dekanat Vorau
  - Dechantskirchen, Eichberg, Festenburg, Friedberg, Mönichwald, Pinggau, Rohrbach an der Lafnitz, Schäffern, St. Lorenzen am Wechsel, St. Jakob im Walde, Vorau, Waldbach, Wenigzell
- Dekanat Waltersdorf
  - Altenmarkt bei Fürstenfeld, Bad Blumau, Bad Loipersdorf, Bad Waltersdorf, Burgau, Fürstenfeld, Großwilfersdorf, Hainersdorf, Ilz, Söchau
- Dekanat Weiz
  - Anger, Arzberg, Fladnitz an der Teichalpe, Gutenberg an der Raabklamm, Heilbrunn, Passail, Puch, St. Kathrein am Offenegg, Weiz